# Berit Kristensen
Pour les articles homonymes, voir Kristensen.
Berit Hudtloff Kristensen, née le 2 août 1983 à Nykøbing Falster au Danemark, est une ancienne handballeuse internationale danoise qui évoluait au poste de demi-centre.

## Palmarès

### En club
compétitions internationales
- vainqueur de la coupe EHF en 2004 (avec Viborg HK) et 2010 (avec Randers HK)

compétitions nationales
- championne du Danemark en 2004 (avec Viborg HK) et 2012 (avec Randers HK)

### En sélection
Jeux olympiques
- 9e aux Jeux olympiques de 2012 à Londres

championnats d'Europe
- 4e du championnat d'Europe 2010